# أندرو هيرنانديز
أندرو هيرنانديز (بالإنجليزية: Andrew Hernandez)‏ هو لاعب كرة قدم بريطاني، ولد في 10 يناير 1999 في جبل طارق في المملكة المتحدة. لعب مع Gibraltar United F.C. ‏.

## وصلات خارجية
- أندرو هيرنانديز على موقع الاتحاد الدولي (مؤرشف)  (الإنجليزية)
- أندرو هيرنانديز على موقع الاتحاد الأوربي (الإنجليزية)
- أندرو هيرنانديز على موقع إي إس بي إن إف سي (الإنجليزية)
- أندرو هيرنانديز على موقع قاعدة بيانات كرة القدم.إي يو (الإنجليزية)
- أندرو هيرنانديز على موقع ناشيونال فوتبول تيمز (الإنجليزية)
- أندرو هيرنانديز على موقع Soccerway.com (الإنجليزية)